# Mexican America
Mexican America foi um grupo de wrestling profissional na Total Nonstop Action Wrestling (TNA), que consistia do líder Hernandez, Anarquia, Rosita e Sarita, que foram retratados como vilões antiamericanos, promovendo a superioridade do mexicano-americanos. Embora todos os membros foram retratados como mexicanos-americanos, Rosita é de fato porto-riquenha-americana, enquanto Sarita é canadense, embora ela tenha lutado no México na maioria de sua carreira, e Hernandez é tanto descendente de mexicanos e de porto-riquenhos. Hernandez e Anarquia são ex-campeões mundiais de duplas da TNA e Rosita e Sarita ex-campeãs de duplas das knockouts. O lema do grupo é "nada es imposible" (em espanhol: "nada é impossível"), que foi registrada no bíceps de Hernandez.
Rosita e Sarita ganharam o TNA Knockouts Tag Team Championship ao derrotaram Angelina Love e Winter no Victory Road de 2011. Elas mantiveram o título por 121 dias, até o perderem para Miss Tessmacher e Tara em 13 de março de 2011. Anarquia e Hernandez conquistaram o TNA World Tag Team Championship no Impact Wrestling de 9 de agosto de 2011, quando derrotaram os até então James Storm e Robert Roode. Eles manteriam o título por 97 dias, os perdendo para Crimson e Matt Morgan em 14 de novembro de 2011.
Em 27 de abril de 2012, o perfil de Anarquia foi removido do site oficial da TNA. Sua saída da promoção foi confirmada quatro dias depois. Em 10 de junho no Slammiversary, Hernandez voltou a TNA como um mocinho, aparentemente terminando o grupo Mexican America.

## No wrestling
- Movimentos de finalização de Hernandez
  - Border Toss (Throwing crucifix powerbomb)[8][9]
  - Diving splash[10][11]
  - Inverted sitout side powerslam[9][12]
- Movimentos de finalização de Rosita
  - Moonsault[13]
- Movimentos de finalização de Sarita
  - Sitout double underhook powerbomb[14]
- Tema de entrada
  - "5150" por F.I.L.T.H.E.E. / Brickman Raw[15]
  - "Stand Up por F.I.L.T.H.E.E. / Brickman Raw[16]

## Campeonatos e realizações
- Total Nonstop Action Wrestling
  - TNA Knockouts Tag Team Championship (1 vez) – Rosita e Sarita[17]
  - TNA World Tag Team Championship (1 vez) – Anarquia e Hernandez[18]